# Manges Cabin
 (mai 2020).
La Manges Cabin est une cabane du comté de Teton, dans le Wyoming, aux États-Unis. Protégée au sein du parc national de Grand Teton, elle est inscrite au Registre national des lieux historiques depuis le 19 août 1998.